# Adelognathus frigidus
Adelognathus frigidus là một loài tò vò trong họ Ichneumonidae.